# ネオ・ブラボー!!
「ネオ・ブラボー!!」は、サザンオールスターズの楽曲。自身の29作目のシングルとして、タイシタレーベルから8cmCD・カセットテープで1991年7月10日に発売された。
1998年2月11日にも8cmCDとして、2005年6月25日には12cmCDで再発売されている。また、2014年12月17日からはダウンロード配信、2019年12月20日からはストリーミング配信が開始されている。

## 背景・制作
1991年8月から1994年までベースの関口和之が健康上の理由により音楽活動を休止した。本作のジャケット撮影には参加し、クレジットにはBass, Back vocalとの記載はあるが、レコーディングにはサポートメンバーの根岸孝旨がベースとして参加している。関口は1995年の「マンピーのG★SPOT」のレコーディングに復帰するまでサザンオールスターズとしての活動を休止している。

## チャート成績
本作はオリコン週間ランキングにて1位を獲得した。首位を獲得するのは「さよならベイビー」以来2年1か月ぶりであり、自身のシングルとしては通算2作目の首位獲得となった。

## 収録曲
- 収録時間：9:41

1. ネオ・ブラボー!! (4:36)
（作詞・作曲:桑田佳祐　編曲:サザンオールスターズ）
JNN・TBS系報道番組『筑紫哲也 NEWS23』二代目エンディングソング。
歌詞には当時勃発していた戦争や内戦に対する反戦のメッセージが含まれている[9]。
2. 冷たい夏 (5:04)
（作詞・作曲:桑田佳祐　編曲:サザンオールスターズ）

## 参加ミュージシャン
- 桑田佳祐:Vocal, Guitar(#1,2)
- 大森隆志:Guitar, Chorus(#1,2)
- 原由子:Keyboards, Chorus(#1,2)
- 関口和之:Bass, Chorus
- 松田弘:Drums, Chorus(#1,2)
- 野沢秀行:Percussion, Chorus(#1,2)

- ネオ・ブラボー!!
  - 片山敦夫:Keyboards
  - 根岸孝旨:Bass
  - 角谷仁宣:Computer Operation
- 冷たい夏
  - 片山敦夫:Keyboards
  - 根岸孝旨:Bass
  - 角谷仁宣:Computer Operation
  - 八木のぶお:Harmonica

## 収録アルバム
| 曲名             | 作品名                          |
| ---------------- | ------------------------------- |
| ネオ・ブラボー!! | アルバム未収録                  |
| 冷たい夏         | バラッド3 〜the album of LOVE〜 |

## ミュージック・ビデオ収録作品
| 曲名             | 作品名                                      | 備考                       |
| ---------------- | ------------------------------------------- | -------------------------- |
| ネオ・ブラボー!! | SPACE MOSA 〜SPACE MUSEUM OF SOUTHERN ART〜 | 一部のみ収録。現在は廃盤。 |
| 冷たい夏         | 未収録                                      |                            |

## ライブ映像作品
| 曲名             | 作品名                                                           |
| ---------------- | ---------------------------------------------------------------- |
| ネオ・ブラボー!! | 歌う日本シリーズ 1992〜1993 LIVE at YOKOHAMA ARENA 29th Dec.1992 |
| 冷たい夏         | 未収録                                                           |